# Baranya hadművelet
A Baranya hadművelet (horvátul: Operacija Baranja) a Horvát Hadsereg (Hrvatska vojska – HV) félbemaradt offenzívája volt a horvátországi Belistye és Valpó városoktól északra 1992. április 3-án a horvátországi háború idején. Az offenzíva gyorsan teret nyert, miután a HV a Dráva folyótól északra Baranyába nyomult előre. A támadás a Jugoszláv Néphadsereg (Jugoslovenska Narodna Armija – JNA) tüzérsége által támogatott horvátországi szerb területvédelmi erőket felkészületlenül érte és csak enyhe ellenállást tanúsítottak.
Az offenzívát azonban nem engedélyezték, és hat órával a megindítása után leállították. A HV vizsgálatot indított, két vezető tisztet, mielőtt új beosztásba helyezték volna át, felmentettek szolgálatából. Martin Špegelj tábornok szerint az offenzíva megállítására vonatkozó döntés helytelen volt, mivel elszalasztotta lehetőséget Baranya visszafoglalására, amelyet 1991-ben a JNA elfoglalt. Davor Domazet-Lošo admirális rámutatott, hogy az offenzíva jelentős politikai problémát okozott a horvát vezetésnek, mivel ez azt jelentette, hogy Horvátország politikai vezetői rosszul ellenőrizték hadseregüket, illetve hogy Horvátország megsértette az Egyesült Nemzetek Szervezete (ENSZ) felé a Vance-terv tekintetében vállalt nemzetközi kötelezettségeit akkor, amikor az ország az ENSZ tagjává akart válni.
A harcok során és azt követően a JNA több horvát települést ágyúzott, és a horvátországi szerbek által ellenőrzött Baranyában a szerbek bosszújától három horvát civil vesztette életét. A csatáról Belistye és Valpó városokban évente megemlékeznek.

## Előzmények
1990-ben, a horvát szocialisták választási veresége után az etnikai feszültségek tovább fokozódtak. A Jugoszláv Néphadsereg (Jugoslovenska Narodna Armija – JNA) az ellenállás minimalizálására elkobozta Horvát Területvédelmi Erők (Teritorijalna obrana - TO) fegyvereit. Augusztus 17-én a feszültség nyílt lázadássá fajult, melynek központja a túlnyomórészt horvátországi szerbek által lakott dalmát hátország Knin környéki területei, valamint Lika, a Kordun, Banovina és Kelet-Horvátország részei voltak.
A szerb felkelők és a horvát különleges rendőri erők 1991. márciusi összecsapása után a konfliktus Horvátország függetlenségi háborújává fajult. A JNA közbelépett, és egyre inkább támogatta a horvátországi szerb felkelőket. Április elején a horvátországi szerb lázadás vezetői kinyilvánították szándékukat, hogy az ellenőrzésük alatt álló, Krajinai Szerb Autonóm Terület (SAO Krajina) néven ismert területet Szerbiába integrálják. Májusban a horvát kormány válaszul megalakította a Horvát Nemzeti Gárdát (Zbor narodne garde - ZNG), de ennek fejlődését hátráltatta az ENSZ által szeptemberben bevezetett fegyverembargó. Október 8-án Horvátország kikiáltotta függetlenségét Jugoszláviától,, majd egy hónappal később a ZNG-t Horvát Hadseregre (Hrvatska vojska - HV) keresztelték át. Ekkortájt folytak a háború leghevesebb harcai, amikor a horvátországi jugoszláv hadjárat, Dubrovnik ostroma, és a vukovári csata zajlott.
A JNA 1991. július 31-én támadta meg először Eszéket, Horvátország Szlavónia régiójának legnagyobb városát, és augusztus 19-én erősen bombázta a város központját. A támadások a várostól északra, keletre és délre eső területekre irányultak. Augusztus 23-ára a JNA megszerezte a Baranya régió nagy részének ellenőrzését, mely közvetlenül a Dráva folyó túloldalán, Eszéktől északra feküdt. Az ágyúzás intenzitása ezt követően megnőtt, novemberben és decemberben pedig tetőzött. Miután a JNA november 18-án elfoglalta Vukovárt, a JNA a szerb belügyminisztérium támogatásával kiképzett Szerb Önkéntes Gárda félkatonai csapatok támogatásával, november 20-án Vinkovce és Eszék között elkezdett előrenyomulni nyugat felé. A JNA következő célpontjának Eszék városa tűnt, amelyet később a JNA 1. katonai körzetének parancsnoka megerősített. Még abban a hónapban Horvátország, Szerbia és a JNA megállapodott a genfi egyezményben foglalt Vance-tervben. A terv tűzszünetet, az Egyesült Nemzetek Védett Területein (UNPA) a civilek védelmét, valamint az ENSZ békefenntartóinak (UNPROFOR) Horvátországba történő telepítését írta elő.
November végén a JNA egységei Eszéktől délre nyugat felé nyomultak előre, fenyegetve Diakovárt és Eszék lehetséges bekerítését. December elején a JNA további szerény előretörést ért el Eszéktől délre, miközben a horvát védelem a város keleti szélén megállította. Noha a harcok Eszéktől délre 1992 januárjáig folytatódtak, a HV-nek sikerült megfékeznie a JNA támadásait. A JNA Eszéktől északra történő előretörése fenyegette a szűk baranyai hídfő HV ellenőrzését. December közepére a hídfő egy olyan területté redukálódott, amely Jenőfalva (Podravlje) és Kisdárda (Tvrđavica) Eszék környeki településeket foglalta magában. Válaszul a HV december 17–18-án „Đavolja greda” (más néven Kopácsi rét) fedőnéven offenzívát indított. Az offenzíva sikeresen lökte vissza a JNA erőit északra körülbelül 4 km-re Eszéktől északra. A JNA kivonult Kopács (Kopačevo) faluból is Dárda és Várdaróc felé, de a HV-nek nem volt erőforrása a siker kiaknázására.
A Vance-tervben előirányzott tűzszünet 1992. január 3-án lépett életbe. 1991 decemberében az Európai Közösség bejelentette döntését, hogy 1992. január 15-én hivatalosan elismeri Horvátországot. Az SAO Krajina 1991. december 19-én átnevezte magát Krajinai Szerb Köztársaságra (RSK). Annak ellenére, hogy a genfi egyezmény megkövetelte a JNA személyzetének és felszerelésének azonnali kivonását Horvátországból, a JNA egyes területeken akár nyolc hónapig is ottmaradt. Amikor csapatai végül kivonultak, a JNA az RSK-ra hagyta felszerelését. Szervezeti problémák és a fegyverszünet megsértése miatt az ENSZ békefenntartói csak március 8-án tudták megkezdeni a bevetést. További két hónapig tartott, mire az UNPROFOR teljesen felvonult az ENSZ védett területein (UNPA).

## A hadművelet lefolyása
1992 első néhány hónapjában, miután Horvátországban az átfogó tűzszünet érvénybe lépett, a Dráva menti arcvonal személyi állományának biztosítását HV 107. dandárának parancsnoksága kapta feladatul. A dandár állásai, a folyó déli (jobb) partján fekvő Gát és Nart falvak között fekvő Belistye és Valpó városaira összpontosultak. Az egység egy zászlóalja egy kis hídfőt is ellenőrzés tartott a folyó északi partján, amely az árvíznek kitett területen feküdt. Árvíz esetére kilátásba került a hídfő elhagyása, ezért a 107. dandár parancsnoka, Miroslav Štargl alezredes tervet készített a Dráva folyó északi partján lévő zászlóalj megerősítésére és számára kedvezőbb pozíciók elfoglalására, mielőtt az UNPROFOR bevonulna a területre. Később Valpó városának a JNA általi szakaszos tüzérségi lövetését is említették az offenzíva indítékaként. Štargl jóváhagyásra az eszéki hadműveleti zóna parancsnokságának továbbította tervét, amelyet a zónaparancsnok Karl Gorinšek ezredes március 30-án meg is adott, továbbá engedélyezte a tüzérségi támogatást az előrenyomuláshoz, és amint az előrenyomulás teret nyert, a 136. dandárt jelölte ki a 107. dandár kezdeti előrenyomulásának támogatására. Štargl a Baranya hadműveletre vonatkozó parancsot április 2-án adta ki, amelyben a Nart–Kácsfalu–Baranyaszentistván vonalat jelölte ki az offenzíva céljául, amely az úgynevezett Baranyai-háromszög (Baranjski trokut) területére terjedt ki. A dandár a hadműveletre 1800 katonát jelölt ki.
Az offenzíva április 3-án, 5 óra 45 perckor indult. A 107. dandár harckocsik, páncélos harcjárművek és tüzérség támogatásával előrenyomulásba kezdett. A Dráva folyótól északra lévő szerb területvédelmi egységeket, amelyek kisebb veszteségeket szenvedtek, a támadás felkészületlenül érte, és 11:00 órára a 107. dandár a Gát–Nart vonallal szemközti folyópart körülbelül 70%-át ellenőrzése alá vonta. Ennek során a HV mintegy 30 horvátországi szerb katonát foglyul ejtett, és további 30, a harcban elesett horvát szerb katona holtteste feküdt a csatatéren. Azonban 11:45-kor a dandár Zágrábból parancsot kapott, hogy azonnal állítsák le az offenzívát, és utasítsák a HV-t, hogy vonuljon vissza aznap reggeli kiinduló állásaiba. Hasonlóképpen, a 136. dandárt is visszatartották, és már nem vetették be az offenzíva támogatására, így a tűztámogatás megszűnt. Ezzel egy időben Gorinšeket felmentették szolgálata alól. A 107. dandár még aznap visszavonult. A dandár egy része azonban elszakadt a főerőktől, és már nem tudta elérni a Drávát. Ehelyett magyar területre nyomultak, és a következő napon az alsómiholjáci határátkelőn keresztül tértek vissza Horvátországba.
A HV offenzívára válaszul a JNA április 3-án ágyúzta a HV állásokat és számos települést Kelet-Szlavóniában. Az ágyúzást másnap kiterjesztették Bródra, ahol a városközpontot vették célba, míg a harcok befejezése után több mint tíz napig, a tűzszünet beálltáig Eszéket ágyúzták. Április 4-én a JNA újvidéki hadteste további HV-támadásokra számítva mind Baranyában, mind Kelet-Szlavóniában elrendelte a horvátországi szerb területvédelem hat dandárjának mozgósítását.

## Következmények
Ellentmondó jelentések szólnak a 107. dandár csatában elesett katonáinak számáról, mely a különböző jelentések szerint 15 vagy 16 fő volt. A HV 85 sebesült veszteséget is szenvedett az offenzívában. Martin Špegelj azt állítja, hogy az összes halálos áldozat és a körülbelül 30 sebesült a kivonulás során keletkezett. Az offenzíva ügyében vizsgálatot indított a Franjo Tuđman horvát elnök által kinevezett háromtagú bizottság, mely Špegeljből, Janko Bobetko tábornokból és Slobodan Praljak vezérőrnagyból állt. A bizottság április 7-én Bizovacban gyűlt össze, és másnap a 107. dandár belistyei főhadiszállására költözött, ahol kihallgatta a dandár személyzetét. Špegelj még aznap jelentést készített, amelyben elismerően nyilatkozott a 107. dandár harci teljesítményéről, de megdorgálta parancsnokát a HV engedély nélküli bevetése miatt. Végül Gorinšeket a Horvát Köztársaság fegyveres erőinek vezérkarához vezényelték, Strangl alezredet pedig felmentették a 107. dandár parancsnoksága alól, és az eszéki hadműveleti zóna állományában szolgált tovább. A harcok után közvetlenül a szerb területvédelmi erők a harcokban elszenvedett áldozaik megtorlásaként három horvát civilt gyilkoltak meg, továbbá a Baranyabán faluban élő összes horvátot egyik napról a másikra internálták.
Špegelj arra a következtetésre jutott, hogy az offenzíva leállítására vonatkozó döntés politikai döntés volt, de amikor Špegelj április 15-én benyújtotta jelentését Tuđmannak, Tuđman nem mondta el neki, hogy miért állította le a műveletet. Pélmonostor volt az egyik zóna, amelyet a Vance-terv alapján az ENSZ védett területévé jelöltek. Davor Domazet-Lošo tengernagy szerint az offenzíva politikai károkat okozott Horvátországnak, mert azt jelentette, hogy Horvátország vagy megszegte az ENSZ-szel szemben a felvételkor vállalt kötelezettségeit, vagy politikai vezetése rendelkezett megkérdőjelezhető hatalommal hadserege felett.
Az offenzívára Valpóban és Belistyében évente felvonulással emlékeznek meg, mely menet a belistyei Dráva-hídtól a baranyai 107. dandár megölt katonáinak emlékművéhez vonul.

## Fordítás
Ez a szócikk részben vagy egészben  az   Operation Baranja című angol Wikipédia-szócikk ezen változatának fordításán alapul.  Az eredeti cikk szerkesztőit annak laptörténete sorolja fel. Ez a jelzés csupán a megfogalmazás eredetét és a szerzői jogokat jelzi, nem szolgál a cikkben szereplő információk forrásmegjelöléseként.